# Dobrzanka
Dobrzanka – niezamieszkana wieś w Polsce, w województwie podkarpackim, w powiecie przemyskim, w gminie Bircza. Leży na terenie Pogórza Przemyskiego nad potokiem Dobrzanka dopływem Lipki (dopływ Stupnicy).
Dobrzanka powstała prawdopodobnie na początku XVII w. Najstarsza zachowana wzmianka pochodzi z 1631 r. W tym czasie właścicielem Malawy wraz z Dobrzanka i sąsiednią Lipą był Jan Humnicki.
W XIX w. była już osobną wsią. W połowie XIX wieku właścicielami posiadłości tabularnej w Dobrzance byli rodzeństwo Wisłoccy. Pod koniec tego stulecia właścicielem tutejszego majątku ziemskiego, obejmującego ponad połowę gruntów wsi, był Feliks Kwiatkowski. Zabudowania dworskie znajdowały się w górnym końcu miejscowości. Około 1880 r. było tu 38 domów zamieszkiwanych przez 266 osób.
Według spisu z 1921 r. wieś liczyła 61 domów i 391 mieszkańców (339 grek., 29 rzym., 23 mojż.). Podczas spisu aż 363 osoby zadeklarowały narodowość polską. 
W II Rzeczypospolitej wieś była położona powiecie dobromilskim województwa lwowskiego. 30 listopada 1945 nacjonaliści ukraińscy z sotni UPA "Burłaka" zamordowali 5 Polaków i spalili całą wieś.
Podczas akcji „Wisła” w 1947 większość mieszkańców wywieziono na Ziemie Odzyskane. Pozostało 15 osób w trzech domach.